# سدوف ۲۷۸۵
سیارک ۲۷۸۵ (به انگلیسی: 2785 Sedov، نامگذاری:1978QN2) دو هزار و هفتصد و هشتاد و پنجمین سیارک کشف شده‌است که در ۳۱ اوت ۱۹۷۸ کشف شد.
قدر مطلق سیارک برابر ۱۲٫۲۰ است.